# Schnega (stacja kolejowa)
Schnega (niem: Bahnhof Schnega) – stacja kolejowa w Schnega, w kraju związkowym Dolna Saksonia, w Niemczech, w powiecie Lüchow-Dannenberg. Znajduje się na Amerikalinie, pomiędzy Uelzen i Stendal. Zatrzymują się tu jedynie pociągi regionalne. Według klasyfikacji Deutsche Bahn posiada kategorię 6.